# 陳俊千
陳俊千（？—？），字常伯，號萸坪，安徽定遠人，祖籍浙江金華，清朝政治人物，進士出身。
嘉庆十年（1805年）乙丑科進士。道光六年（1826年）由福建建寧府知府調任台灣府知府。同年十月因無法制止台灣北路械鬥，被降級三任調離台灣。